# László Baka
László Baka též Ladislav Baka (1754 ve Fülesdu – 7. srpna 1820 v Hořátvi) byl reformovaný kazatel maďarského původu, působící v Čechách.
V letech 1783–1820 působil jako kazatel v Hořátvi. V letech 1784–1810 byl seniorem Pražského seniorátu a následně zastával úřad superintendenta české reformované církve.